# Симановский, Илья Григорьевич
Илья́ Григо́рьевич Симано́вский (род. 5 октября 1981, Москва) — российский физик, историк литературы, кандидат физико-математических наук.

## Биография
В 2004 году окончил Московский инженерно-физический институт, затем — аспирантуру этого института. В 2009 году защитил кандидатскую диссертацию на тему: «Оптическое детектирование йодсодержащих веществ в жидких средах». Преподавал в МИФИ, аффилирован с НИИ точных приборов.

## Научная деятельность
Является специалистом по лазерной физике. Публиковался в журналах «Laser Physics», «Laser Physics Letters», «Оптика и спектроскопия», «Инженерная физика», «Вопросы электромеханики. Труды ВНИИЭМ». Был научным консультантом документальных фильмов «Гении и злодеи. Отто Ган. Оставшийся честным» (2013) и «Жизнь замечательных идей. Новая физика. Квантовая теория» (2020).
Также занимается оцифровкой литературных архивов, сотрудничает с некоммерческой электронной библиотекой «ImWerden», является соавтором биографии Венедикта Ерофеева.

### Журнальные публикации
- Симановский И. Г. Хватит на всех с лихвою // Toronto Slavic Quarterly. — 2008. — Winter (№ 23).
- Симановский И. Г. Валерий Попов, «Довлатов». Рецензия // Трамвай. — 2011. — 30 мая (№ 9).
- Симановский И. Г. Курёхин // Трамвай. — 2011. — 19 сентября (№ 11).
- Симановский И. Г. Пережить и продержаться (перечитывая Довлатова) // Ликбез. — 2011. — Ноябрь (№ 82).
- Симановский И. Г., Шнитман-МакМиллин С. (публикация, вступление и комментарии). Ерофеев, В., Скиллен, Д. «Я не спешу…» // Знамя. — 2019. — Октябрь (№ 10).
- Симановский И. Г. «...Тот, кто догадывается, счастлив. И я вместе с ним» О биографии Марии Бурас «Истина существует. Жизнь Андрея Зализняка в рассказах ее участников» // Троицкий вариант — Наука. — 2020. — 14 января (№ 1(295)).
- Симановский И. Г. «Любящий говорить неправду» // Colta.ru. — 2020. — 7 августа.
- Симановский И. Г. «Мне непонятно, как человек пишет один». Квартирный вечер Аркадия Стругацкого. Расшифровка записи // Новый мир. — 2020. — Август (№ 8(1144)).
- Агапов А. А., Симановский И. Г. Вчера было рано, завтра будет поздно. Когда нам нужно (было) отмечать пятидесятилетие «Москвы — Петушков»? // Colta.ru. — 2020. — 30 октября.
- Lekmanov O. A., Sverdlov M. I., Simanovsky I. G. The Ultimate Underground Classic: Venedikt Erofeev and Moscow-Petushki / chapter from The Oxford Handbook of Soviet Underground Culture (Ed. M. Lipovetsky at al.) // Oxford University Press. — 2022. — 18 марта.

### Отдельные издания
- Разумовский Л. С. Нас время учило... / авт. предисл. И. Г. Симановский. — Москва: Звезда, 2016. — 464 с. — ISBN 978-5-7439-0210-1.
- Лекманов О. А., Свердлов М. И., Симановский И. Г. Венедикт Ерофеев: посторонний. — Москва: АСТ: Редакция Елены Шубиной, 2018. — 520 с. — ISBN 978-5-17-111163-2.
- Венедикт Ерофеев и о Венедикте Ерофееве: Сборник / составление и комментарии Лекманова О. А., Симановского И. Г. — Москва: Новое литературное обозрение (издательство), 2022. — 520 с. — ISBN 978-5-4448-1751-3.

## Признание
- 2019 — премия «Большая книга» за книгу «Венедикт Ерофеев: посторонний» (совместно с О. А. Лекмановым и М. И. Свердловым)[10].
- 2019 — короткий список премии «Просветитель» в номинации «Гуманитарные науки» за книгу «Венедикт Ерофеев: посторонний» (совместно с О. А. Лекмановым и М. И. Свердловым)[11].